# Idioma jukude
El jukude [ʑukude] o macu (a veces también máku) es una lengua no clasificada hablada a lo largo de la frontera entre Brasil y Venezuela a lo largo del río Uraricoera.
El jukude no debe ser confundido con las lenguas makú, que no parecen estrechamente emparentadas con el jukude-máku. De hecho, los términos "maku/makú" son formas procedentes del arawak para referirse a pueblos cuyas lenguas son ininteligibles.

## Historia
Si bien el último emplazamiento conocido de los jukude-itse es a lo largo del río Uraricoera, su hábitat anterior estaba entre los ríos río Padamo y Cunucunuma.
Existen cifras discordantes sobre el número de hablantes. Algunos autores consideran que la lengua se extinguió en la década de 1970. Sin embargo, en 1986 se registraron dos hablantes, y Kaufman (1994) sostenía que aún podrían existir unos diez hablantes dentro de un grupo étnico compuesto por aproximadamente 100 personas.
La lengua ha sido objeto de estudio por parte de reconocidos lingüistas como Aryon Rodrigues y Ernesto Migliazza.

## Descripción lingüístico

### Fonología
Jukude tiene seis vocales orales, /i y ɨ u e a/, y cuatro vocales nasales, /ĩ ũ ẽ ã/. La cantidad vocálica es contrastiva y sólo en sílabas de tipo CV en palabras polisílabas. La sílaba más compleja que puede aparecer en la lengua es CCVC. No existe tono ni acento contrastivo. 
Las oclusivas de la lengua son /p b t d k ʔ/, existe una africada /ʦ/, y cuatro fricativas /s ʃ x h/, dos nasales /m n/, y una lateral "r" (quizá /ɺ/), y dos aproximantes /w j/.
El inventario consonántico está formado por las siguientes consonantes:
|                 | Bilabial | Alveolar | Palatal | Velar | Glotal |
| --------------- | -------- | -------- | ------- | ----- | ------ |
| oclusiva simple | p, b     | t, d     |         | k     | ʔ      |
| Africada        |          | ʦ        |         |       |        |
| Fricativa       |          | s        | ʃ       | x     | h      |
| Nasal           | m        | n        |         |       |        |
| Aproximante     | w        | ɺ        | j       |       |        |

### Gramática
El jukude es polisintético en alto grado y usa predominantemente sufijos. Los pronombres distinguen inclusividad aunque la lengua carece de género gramatical o de clasificadores nominales. El sistema de afijos TAM es muy complejo.

### Clasificación
Se han sugerido un número importante de posibles parentescos que incluyen:
- las lenguas arawak
- el idioma warao
- las lenguas kalianas, que incluiría a las lenguas arutani-sapé
- las lenguas makú-puinave, que englobarían a las lenguas makú, las lenguas catuquinas y las lenguas arutani-sapé
- las lenguas macro-tucanas, según Joseph Greenberg